# Saison 2011 de l'équipe cycliste Euskaltel-Euskadi
La saison 2011 de l'équipe cycliste Euskaltel-Euskadi est la dix-huitième de cette équipe, lancée en 1994.

## Préparation de la saison 2011

### Arrivées et départs
| Arrivées      | Équipe 2010 |
| ------------- | ----------- |
| Pierre Cazaux | FDJ         |
| Ion Izagirre  | Orbea       |
| Mikel Landa   | Orbea       |

| Départs         | Équipe 2011 |
| --------------- | ----------- |
| Sergio de Lis   |             |
| Aitor Galdós    | Caja Rural  |
| Aitor Galdós    |             |
| Beñat Intxausti | Movistar    |

## Coureurs et encadrement technique

### Effectif
| Cycliste             | Date de naissance | Nationalité | Équipe 2010          |
| -------------------- | ----------------- | ----------- | -------------------- |
| Igor Antón           | 2 mars 1983       | Espagne     | Euskaltel-Euskadi    |
| Javier Aramendia     | 5 décembre 1986   | Espagne     | Euskaltel-Euskadi    |
| Mikel Astarloza      | 17 novembre 1979  | Espagne     | Retour de suspension |
| Jorge Azanza         | 16 juin 1982      | Espagne     | Euskaltel-Euskadi    |
| Peio Bilbao          | 25 février 1990   | Espagne     | Naturgas Energía     |
| Jonathan Castroviejo | 27 avril 1987     | Espagne     | Euskaltel-Euskadi    |
| Pierre Cazaux        | 7 juin 1984       | France      | FDJ                  |
| Koldo Fernández      | 13 septembre 1981 | Espagne     | Euskaltel-Euskadi    |
| Iñaki Isasi          | 20 avril 1977     | Espagne     | Euskaltel-Euskadi    |
| Gorka Izagirre       | 7 octobre 1987    | Espagne     | Euskaltel-Euskadi    |
| Ion Izagirre         | 4 février 1989    | Espagne     | Orbea                |
| Mikel Landa          | 13 décembre 1989  | Espagne     | Orbea                |
| Egoi Martínez        | 15 mai 1978       | Espagne     | Euskaltel-Euskadi    |
| Miguel Mínguez       | 30 août 1988      | Espagne     | Euskaltel-Euskadi    |
| Mikel Nieve          | 26 mai 1984       | Espagne     | Euskaltel-Euskadi    |
| Juan José Oroz       | 11 juillet 1980   | Espagne     | Euskaltel-Euskadi    |
| Alan Pérez           | 15 juillet 1982   | Espagne     | Euskaltel-Euskadi    |
| Rubén Pérez          | 30 octobre 1981   | Espagne     | Euskaltel-Euskadi    |
| Samuel Sánchez       | 5 février 1978    | Espagne     | Euskaltel-Euskadi    |
| Daniel Sesma         | 18 juin 1984      | Espagne     | Euskaltel-Euskadi    |
| Romain Sicard        | 1er janvier 1988  | France      | Euskaltel-Euskadi    |
| Amets Txurruka       | 10 novembre 1982  | Espagne     | Euskaltel-Euskadi    |
| Pablo Urtasun        | 29 mars 1980      | Espagne     | Euskaltel-Euskadi    |
| Iván Velasco         | 7 février 1980    | Espagne     | Euskaltel-Euskadi    |
| Gorka Verdugo        | 4 novembre 1978   | Espagne     | Euskaltel-Euskadi    |

## Bilan de la saison

### Victoires
| Date       | Course                                       | Pays    | Classe | Vainqueur            |
| ---------- | -------------------------------------------- | ------- | ------ | -------------------- |
| 02/04/2011 | Grand Prix Miguel Indurain                   | Espagne | 1.HC   | Samuel Sánchez       |
| 07/04/2011 | 4e étape du Tour du Pays basque              | Espagne | WT     | Samuel Sánchez       |
| 26/04/2011 | Prologue du Tour de Romandie                 | Suisse  | WT     | Jonathan Castroviejo |
| 07/05/2011 | 1re étape du Tour de la communauté de Madrid | Espagne | 2.1    | Jonathan Castroviejo |
| 21/05/2011 | 14e étape du Tour d'Italie                   | Italie  | WT     | Igor Antón           |
| 22/05/2011 | 15e étape du Tour d'Italie                   | Italie  | WT     | Mikel Nieve          |
| 14/07/2011 | 12e étape du Tour de France                  | France  | WT     | Samuel Sánchez       |
| 03/08/2011 | 1re étape du Tour de Burgos                  | Espagne | 2.HC   | Samuel Sánchez       |
| 07/08/2011 | 5e étape du Tour de Burgos                   | Espagne | 2.HC   | Mikel Landa          |
| 09/09/2011 | 19e étape du Tour d'Espagne                  | Espagne | WT     | Igor Antón           |

### Résultats sur les courses majeures
Les tableaux suivants représentent les résultats de l'équipe dans les principales courses du calendrier international (les cinq classiques majeures et les trois grands tours). Pour chaque épreuve est indiqué le meilleur coureur de l'équipe, son classement ainsi que les accessits glanés par Euskaltel-Euskadi sur les courses de trois semaines.

#### Classiques
| Classique            | Milan-San Remo      | Tour des Flandres    | Paris-Roubaix     | Liège-Bastogne-Liège | Tour de Lombardie |
| -------------------- | ------------------- | -------------------- | ----------------- | -------------------- | ----------------- |
| Coureur (classement) | Egoi Martínez (32e) | Gorka Izagirre (62e) | Alan Pérez (103e) | Samuel Sánchez (10e) | Igor Antón (15e)  |

#### Grands tours
| Grand tour           | Tour d'Italie                                    | Tour de France                                                   | Tour d'Espagne                  |
| -------------------- | ------------------------------------------------ | ---------------------------------------------------------------- | ------------------------------- |
| Coureur (classement) | Mikel Nieve (10e)                                | Samuel Sánchez (5e)                                              | Mikel Nieve (10e)               |
| Accessits            | 2 victoires d'étapes (Igor Antón et Mikel Nieve) | 1 victoire d'étape et Grand Prix de la montagne (Samuel Sánchez) | 1 victoire d'étape (Igor Antón) |

### Classement UCI
L'équipe Euskaltel-Euskadi termine à la douzième place du World Tour avec 489 points. Ce total est obtenu par l'addition des points des cinq meilleurs coureurs de l'équipe au classement individuel que sont Samuel Sánchez, 6e avec 317 points, Mikel Nieve, 52e avec 92 points, Igor Antón, 65e avec 72 points, Jonathan Castroviejo, 163e avec 6 points, et Rubén Pérez, 200e avec 2 points,.
| Rang | Coureur              | Points |
| ---- | -------------------- | ------ |
| 6    | Samuel Sánchez       | 317    |
| 52   | Mikel Nieve          | 92     |
| 65   | Igor Antón           | 72     |
| 163  | Jonathan Castroviejo | 6      |
| 200  | Rubén Pérez          | 2      |
| 212  | Koldo Fernández      | 1      |